# جواو كارلوس مارتينز
جواو كارلوس مارتينز (بالبرتغالية: João Carlos Martins) هو موزع وعازف بيانو وموسيقي برازيلي، ولد في 25 يونيو 1940 في ساو باولو في البرازيل.

## وصلات خارجية
- الموقع الرسمي
- جواو كارلوس مارتينز على موقع ميوزك برينز (الإنجليزية)
- جواو كارلوس مارتينز على موقع ديسكوغز (الإنجليزية)